# Petrus Magni (kyrkoherde)
Petrus Magni, död 1644 i Fornåsa socken, var en svensk kyrkoherde i Fornåsa församling.

## Biografi
Petrus Magni var från Småland (Smolandus). Han blev 1605 kollega i Linköping och prästvigdes 21 december 1608. Magni blev 1623 kyrkoherde i Fornåsa församling och 1632 prost. Samma år blev han kontraktsprost över Bobergs kontrakt. Magni avled 1644 i Fornåsa socken.

### Familj
Magni gifte sig med Karin (död 1650). De fick tillsammans döttrarna Kirstin, Elisabeth och en utan känt namn.